# Saint-Christoly-Médoc
Saint-Christoly-Médoc (okzitanisch: Sent Cristòli) ist eine französische Gemeinde im Département Gironde in der Region Nouvelle-Aquitaine mit 286 Einwohnern (Stand: 1. Januar 2022). Sie gehört zum Arrondissement Arrondissement Lesparre-Médoc und zum Kanton Le Nord-Médoc. Die Einwohner werden Saint-Christolyens genannt.

## Geografie
Saint-Christoly-Médoc liegt etwa 61 Kilometer nordnordwestlich von Bordeaux im Norden der Halbinsel Médoc am Ästuar der Gironde. Das Gemeindegebiet gehört zum Regionalen Naturpark Médoc. Umgeben wird Saint-Christoly-Médoc von den Nachbargemeinden Bégadan im Westen und Norden, Saint-Dizant-du-Gua im Nordosten, Saint-Thomas-de-Conac im Osten (beide letztgenannte Gemeinden am gegenüberliegenden Ufer der Gironde), Saint-Yzans-de-Médoc im Süden sowie Couquèques im Westen und Südwesten.

## Bevölkerungsentwicklung
| Jahr                       | 1962 | 1968 | 1975 | 1982 | 1990 | 1999 | 2008 | 2020 |
| Einwohner                  | 365  | 385  | 378  | 381  | 357  | 323  | 291  | 277  |
| Quellen: Cassini und INSEE |      |      |      |      |      |      |      |      |

## Sehenswürdigkeiten
- Kirche Saint-Christoly aus dem 12. Jahrhundert, seit 1925 Monument historique
- Flusshafen

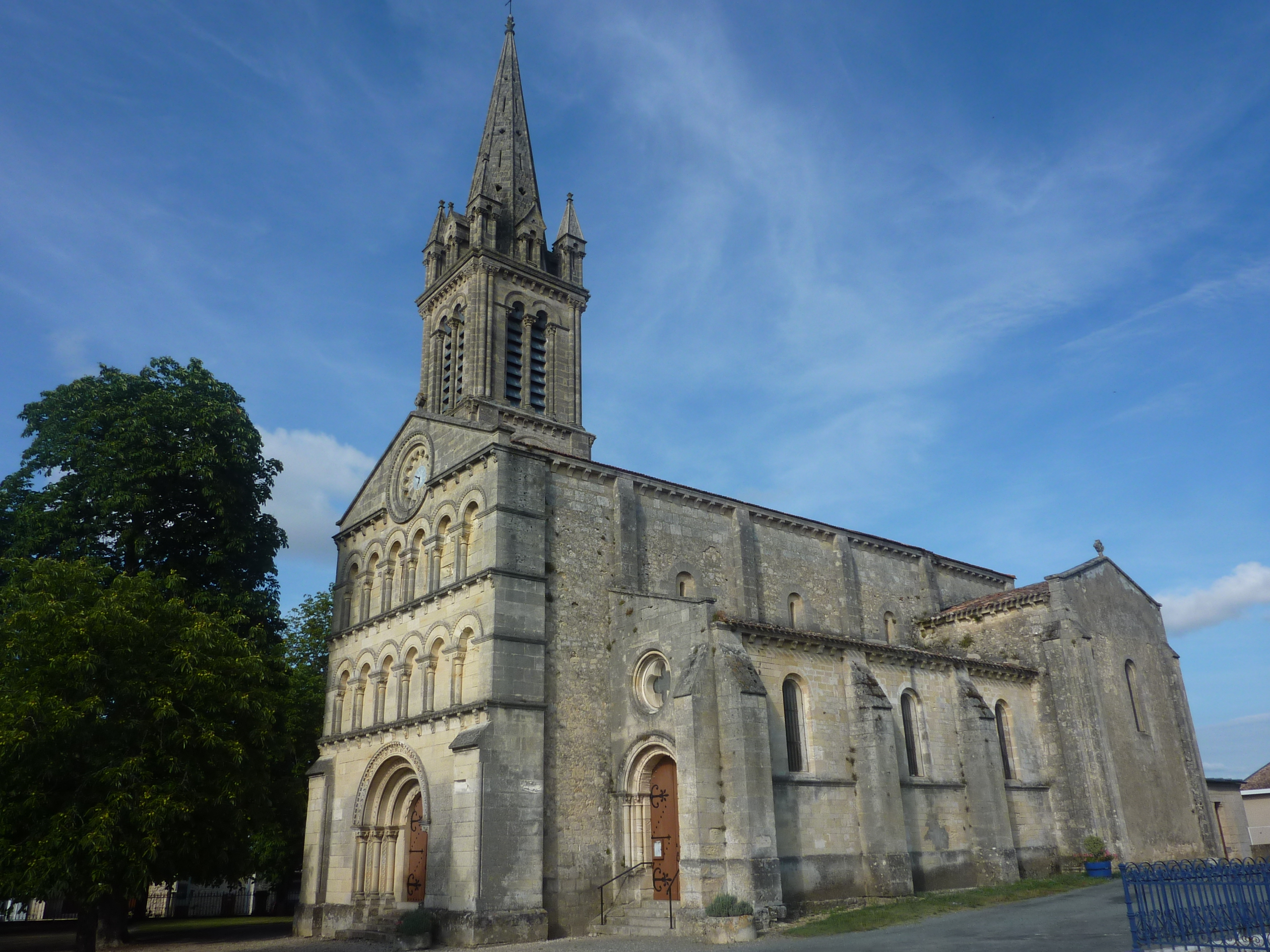
Kirche Saint-Christoly
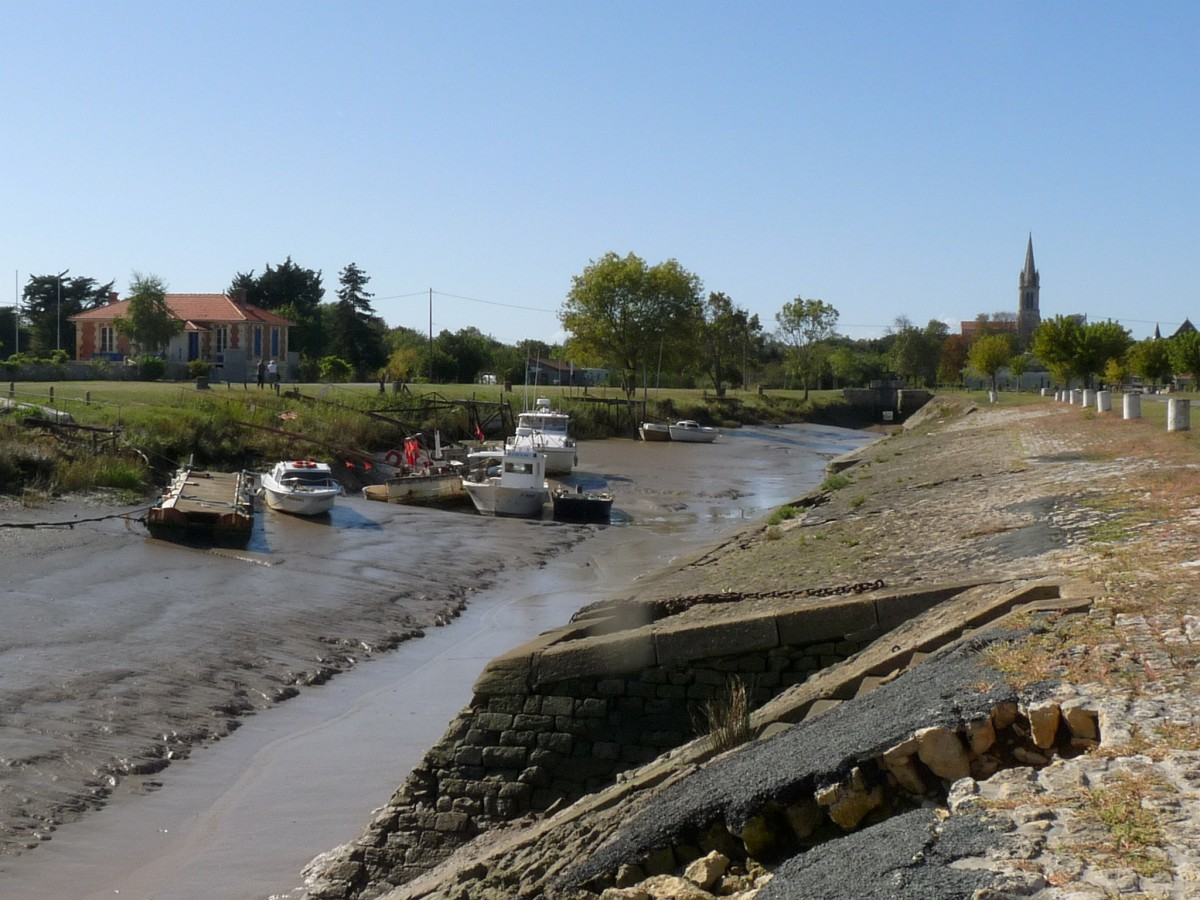
Flusshafen